# Homo sovieticus
Homo sovieticus ist eine Wortschöpfung aus den 1960er Jahren, deren genauer Ursprung unbekannt ist. Die ältesten Belege stammen von Max Mohl (1968), Fernando de Cambra (1975) und vom Jesuiten und Sowjetologen Alexis Ulysses Floridi (1977), Populär gemacht wurde der Begriff durch den russischen Dissidenten Alexander Sinowjew in seinem gleichnamigen Roman (1982, dt. Erstausgabe 1984). Es beschreibt auf sarkastische Weise, wie sich Menschen in der Sowjetunion unter dem herrschenden System zum Negativen veränderten. Ein ähnlicher Begriff in der russischen Alltagssprache ist das vom Wort Sowjet abgeleitete „Sowok“ (совок), das auch gleichbedeutend mit „Kehrschaufel“ ist.

## Eigenschaften des Homo sovieticus
Nach Sinowjew ist der Homo Sovieticus im Kern ein Opportunist, der sich von seiner Führung alles gefallen lässt und so wenig individuelle Verantwortung wie möglich übernehmen will. Er verrichtet Dienst nach Vorschrift ohne Eigeninitiative.
Für den Homo Sovieticus ist das Stehlen von Volkseigentum lediglich ein Kavaliersdelikt. Der Begriff Volkseigentum ist für ihn in etwa gleichbedeutend mit „gehört niemandem“. Vor diesem Hintergrund entwendet der Homo Sovieticus z. B. regelmäßig Dinge von seinem Arbeitsplatz, sei es für den eigenen Gebrauch, sei es zum Weiterverkauf.
Durch Zensur und Reisebeschränkungen hat der Homo Sovieticus ein idealisiertes Bild der westlichen Kultur. Das Verbotene und Exotische dieser Kultur übt auf ihn einen noch größeren Reiz aus, weil es von offizieller Seite verteufelt wird.
Während und nach dem Zusammenbruch der Sowjetunion wurden viele auftretende Probleme in Wirtschaft und Sozialleben mit genau diesen Eigenschaften des Homo Sovieticus in Verbindung gebracht. Wie alle Streitbegriffe ist der Homo Sovieticus jedoch zugespitzt und wenig geeignet, eine ganze Gesellschaft zu beschreiben.
Der estnisch-kanadische Historiker Andres Kasekamp stellt den Homo Sovieticus auch als einen Menschen dar, der nach dem Willen der Staatsführung (Kasekamp nennt exemplarisch Andropow) keinerlei nationale Wurzeln oder Identität (der einzelnen Sowjetrepubliken) mehr aufweisen soll und die ganze UdSSR als seine Heimat sieht. Kasekamp verweist hier auf das Lied Мой адрес – Советский Союз (dt. „Meine Adresse – Sowjetunion“) von 1978 mit den Zeilen Мой адрес не дом и не улица – Мой адрес – Советский Союз (dt.: Meine Adresse ist kein Haus und keine Straße – meine Adresse ist „Sowjetunion“).
Die Nobelpreisträgerin Swetlana Alexejewitsch widmete dem Homo sovieticus ihr Buch Secondhand-Zeit.

## Anlehnung an die kommunistische Propaganda der frühen Sowjetunion
Reibungspunkt für Sinowjew dürfte die kommunistische Propaganda der frühen Sowjetunion gewesen sein, zu der sein Homo Sovieticus im starken Gegensatz steht. Deren neuer Mensch oder Sowjetmensch sollte eine Art „Übermensch“ werden: Wenn die „Ausbeuterordnung“ abgeschafft ist, wird in einer sozialistischen Gesellschaft ein „neuer Mensch“ aufwachsen, frei von Lüge, Betrug, Grausamkeit, Diebstahl, Faulheit, Trunksucht. 1916 prophezeite der revolutionäre Dichter Majakowski: „Und er, der Freie, nach dem ich schreie, der Mensch, er kommt, ich bürge dafür.“ Leo Trotzki schrieb 1923: „Der Mensch wird unvergleichlich stärker, klüger, feiner werden … der menschliche Durchschnitt wird sich bis zum Niveau eines Aristoteles, Goethe, Marx erheben.“
Bekannt für die Darstellung des Neuen Menschen ist auch die sowjetische Plakatkunst.